# Tabaroucht
Tabaroucht (en àrab تبروشت, Tabrūxt; en amazic ⵜⴰⴱⴰⵕⵓⵛⵜ) és una comuna rural de la província d'Azilal, a la regió de Béni Mellal-Khénifra, al Marroc. Segons el cens de 2014 tenia una població total de 3.830 persones.